# Hohengehren
Hohengehren ist ein Ortsteil der Gemeinde Baltmannsweiler im Landkreis Esslingen in Baden-Württemberg.

## Geographie
Der Ort liegt auf einer Rodungsinsel des Schurwalds, rund neun km nordöstlich von Esslingen.

## Geschichte
Die erste urkundliche Erwähnung 1275 als Herengern steht im Zusammenhang mit der Pfarrkirche Sankt Cyriakus. Über die Herrschaftsverhältnisse in der Frühzeit gibt es, wie bei allen Schurwaldgemeinden, nur Vermutungen. Doch lag wohl in Hohengehren von Anfang an die Ortsherrschaft bei den Staufern. Ab 1400 waren die Grafen von Württemberg die weitaus größten Grundherren im Dorf. Ab 1381 war Hohengehren dem Amt, später Oberamt Schorndorf zugeordnet. Diese Zuordnung blieb auch nach der Umsetzung der neuen Verwaltungsgliederung im 1806 gegründeten Königreich Württemberg bestehen. Bei der Kreisreform während der NS-Zeit in Württemberg gelangte Hohengehren 1938 zum Landkreis Esslingen. 1945 wurde der Ort Teil der Amerikanischen Besatzungszone und gehörte somit zum neu gegründeten Land Württemberg-Baden, das 1952 im jetzigen Bundesland Baden-Württemberg aufging. Am 1. Januar 1975 schlossen sich die Gemeinden Baltmannsweiler und Hohengehren zur neuen Gemeinde Baltmannsweiler zusammen.

## Kultur und Sehenswürdigkeiten
Die spätgotische Cyriakuskirche dürfte im 14. Jahrhundert erbaut worden sein, wobei Teile des Turms von einer Vorgängerkirche stammen. 1720 wurde die Kirche instand gesetzt und die Emporen erneuert. 1743 wurde das Kirchenschiff erweitert, die Westempore vergrößert, und eine Sakristei angebaut. Mit Ausnahme der Empore zeigt die Kirche heute noch den Zustand nach der Erweiterung Mitte des 18. Jahrhunderts.

## Wirtschaft und Infrastruktur

### Verkehr
Die Landesstraße 1150, die Esslingen mit Winterbach verbindet, führt als Umgehungsstraße an Hohengehren vorbei.

### Einwohnerentwicklung
bis zur Eingemeindung nach Baltmannsweiler, die Einwohnerzahlen sind gemäß Statistischem Landesamt Baden-Württemberg Volkszählungsergebnisse.
| Stichtag           | Einwohnerzahl |
| ------------------ | ------------- |
| 1. Dezember 1871   | 611           |
| 1. Dezember 1900   | 539           |
| 17. Mai 1939       | 567           |
| 13. September 1950 | 817           |
| 6. Juni 1961       | 980           |
| 27. Mai 1970       | 1483          |

### Wildpark

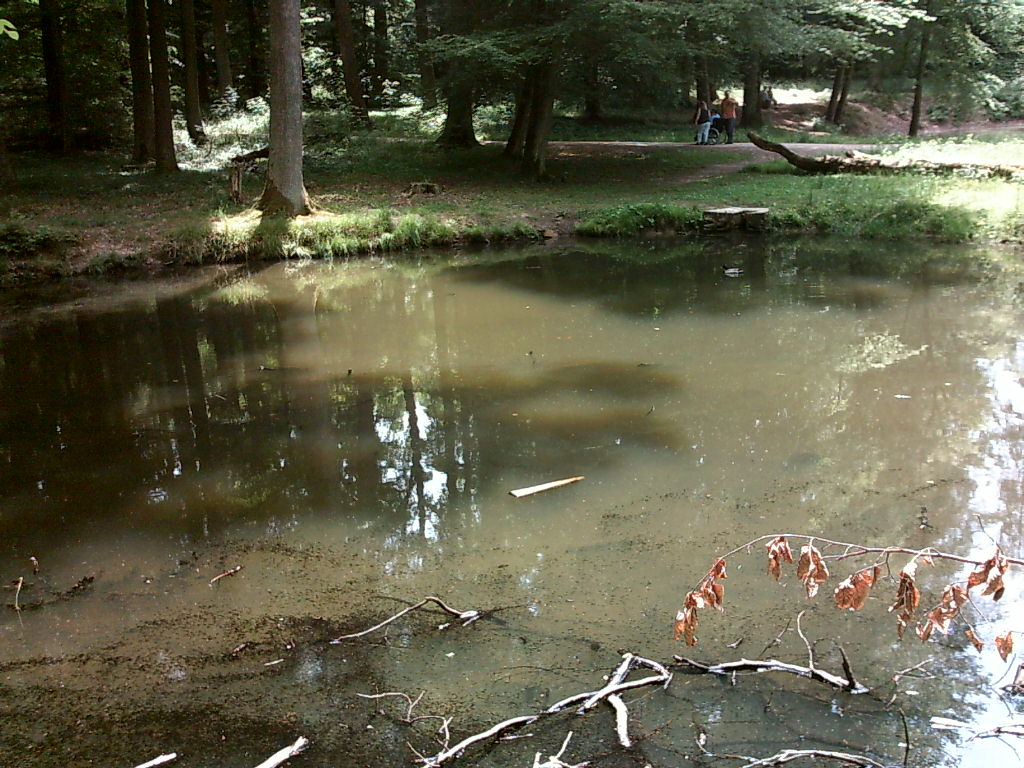
Einer der Schlösslesseen

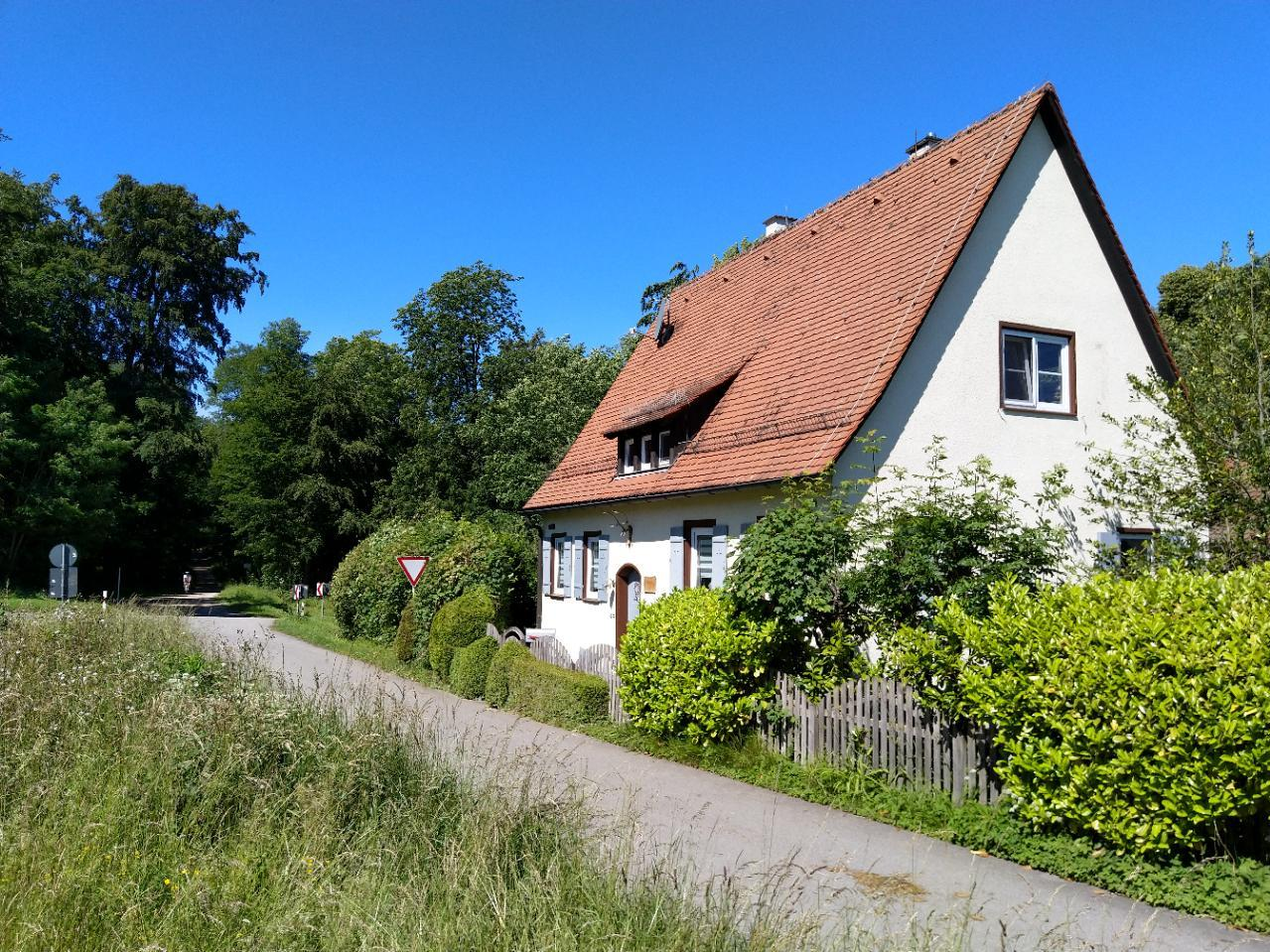
Wächterhaus am Zugang zum ehemaligen Wildpark

Der württembergische Herzog Carl Eugen richtete regelmäßig große Treibjagden aus und ließ südwestlich des Ortes einen Wildpark einrichten. Von König Friedrich wurde der Wildpark erweitert und ummauert. Das von ihm errichtete Jagdschloss Hohengehren wurde nach Auflassung des Parks abgerissen, von der Gemeinde Altbach erworben und dort als Rathaus wieder aufgebaut. Die beiden vor dem Schloss angelegten Weiher sind heute noch im Wald erhalten, außerdem sind neben dem Waldweg Richtung Aichwald noch Reste der einst den Park umfassenden Mauer erkennbar. Eines der 1815 erbauten ehemaligen Wächterhäuser steht heute noch am Waldrand neben der Straße nach Baach.

### Öffentliche Einrichtungen
In Hohengehren gibt es eine Grundschule  und zwei Kindergärten.